# エゲリア (小惑星)

エゲリアの軌道。青がエゲリア、赤が惑星（一番外側の赤は木星）、黒が太陽。

エゲリア (13 Egeria) は、太陽系の比較的大きな小惑星のひとつ。火星と木星の間の軌道を公転している。
1992年1月8日に起きたエゲリアによる恒星の掩蔽の観測から、この小惑星の正確な大きさが確定した。

## 命名
エゲリアは1850年にアンニーバレ・デ・ガスパリスによって発見された。エゲリアはローマ神話によればネミ女神の聖森に湧く泉の精の名前であり、また病を治し安産を得させる水の精でもある。